# Shodō

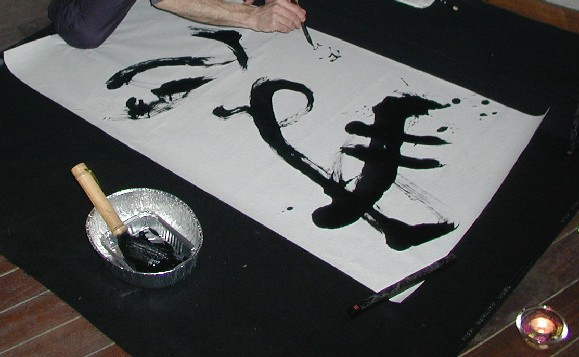
Shodō

Lo shodō (書道? "via della scrittura") è l'arte giapponese della calligrafia. Derivata dalla corrispondente arte cinese (shūfǎ, 書法), è nota in Corea come seoye (서예, 書藝) e in Vietnam come Thư Pháp (書法).
Lo shodō ha influenzato altre forme d'arte giapponesi, come ad esempio il sumi-e, uno stile di pittura che impiega, come la scrittura, l'inchiostro di china.

## Stili

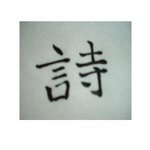
Stile Kaisho

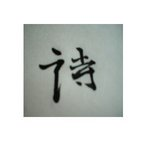
Stile Gyōsho

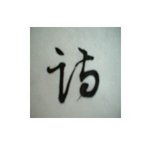
Stile Sōsho

- Scrittura dei sigilli (篆書?, tensho)

- Scrittura dei funzionari (隷書?, reisho)

- Scrittura regolare (楷書?, kaisho)Stile Kaisho

- Scrittura semi-corsiva (行書?, gyōsho)

- Scrittura corsiva (草書?, sōsho)

## Strumenti
- Pennello (筆?, fude)
- Bastone d'inchiostro (墨?, sumi), prodotto partendo dalla fuliggine e dalla colla animale, è preparato in tavolette solide. Necessita di essere disciolto con acqua.[2]
- Carta giapponese (和紙?, washi)
- Calamaio (硯?, suzuri), costituito da una pietra concava con superficie interna abrasiva.
- Fermacarte (文鎮?, bunchin), il cui numero può variare a seconda delle dimensioni del foglio.

- Panno (下敷き?, shitajiki), solitamente in feltro e posto sotto la carta; serve a tenere il foglio in posizione e ad assorbire l'inchiostro in eccesso.
- Sigilli (印?, in), spesso incisi dal calligrafo stesso, possono recare il suo nome, il nome della sua scuola o un motto. Vengono normalmente posti sotto la firma (prima quello personale, poi quello della scuola) e in alto a destra, all'inizio dell'opera.
- Pasta per sigilli (朱肉?, shuniku), di colore vermiglione e realizzata mischiando olio di ricino, cera giapponese, resina di pino, peluria proveniente dalle foglie di artemisia giapponese e polvere di cinabro.